# Гарбовац (Караш-Северин)
Гарбовац (рум. Gârbovăț) насеље је у Румунији у округу Караш-Северин у општини Банија. Oпштина се налази на надморској висини од 301 m.

## Прошлост
Аустријски царски ревизор Ерлер је 1774. године констатовао да место "Гирбовац" припада Алмажком округу, Оршавског дистрикта. Село има милитарски статус а становништво је било претежно влашко. У месту је постојала православна парохија, која припада Мехадијском протопрезвирату. Ту су 1824. године три свештеника, поред пароха поп Јована Новаковића и ђакона Павела Новаковића је Румун, ђакон Кедрин Глонца.

## Становништво
Према подацима из 2002. године у насељу је живело 701 становника.

### Попис2002.
| Расподела становништва по националности 2002.‍ | Расподела становништва по националности 2002.‍ | Расподела становништва по националности 2002.‍ | Расподела становништва по националности 2002.‍ | Расподела становништва по националности 2002.‍ |
| --------------------------------------------- | --------------------------------------------- | --------------------------------------------- | --------------------------------------------- | --------------------------------------------- |
|                                               |                                               |                                               |                                               |                                               |
| Румуни                                        | Румуни                                        |                                               | 678                                           | 97,3%                                         |
| Роми                                          | Роми                                          |                                               | 19                                            | 2,7%                                          |